# Зеле (Белгия)
Зеле (на нидерландски: Zele) е селище в Северна Белгия, окръг Дендермонде на провинция Източна Фландрия. Населението му е около 20 763 души (2011).